# Hohentanne (Großschirma)
Hohentanne ist ein Ortsteil der Stadt Großschirma im Landkreis Mittelsachsen (Freistaat Sachsen). Er wurde am 1. Januar 1994 eingemeindet.

## Geografie

### Lage
Hohentanne liegt am Nordrand des Osterzgebirges, am Ostufer der Freiberger Mulde.

### Nachbarorte
| Großvoigtsberg | Kleinvoigtsberg                             | Burkersdorf                  |
|                | Kompassrose, die auf Nachbargemeinden zeigt |                              |
| Großschirma    | Rothenfurth                                 | Teichhäuser (zu Rothenfurth) |

## Geschichte
Hohentanne wurde im Jahr 1343 als „Hotanne“ erwähnt. Die Grundherrschaft über den Ort lag ab 1551 nachweislich beim Rittergut Bieberstein. Hohentanne gehörte bis 1836 zum kursächsischen bzw. königlich-sächsischen Kreisamt Meißen. Der Ort lag im äußersten Südwesten des Amts, die Freiberger Mulde bildete die Grenze zum Amt Nossen bzw. zum Kreisamt Freiberg. Ab 1836 gehörte Hohentanne kurzzeitig zum Kreisamt Freiberg.
1856 wurde Hohentanne dem Gerichtsamt Nossen und 1875 der Amtshauptmannschaft Meißen angegliedert. 1939 wurde der Ort in den Landkreis Freiberg umgegliedert.
Durch die zweite Kreisreform in der DDR kam Hohentanne im Jahr 1952 zum Kreis Freiberg im Bezirk Chemnitz (1953 in Bezirk Karl-Marx-Stadt umbenannt), der ab 1990 als sächsischer Landkreis Freiberg fortgeführt wurde.
Am 1. Januar 1994 wurde Hohentanne nach Großschirma eingemeindet. Seit 2008 gehört der Ort zum Landkreis Mittelsachsen.

## Verkehr
Durch den westlich gelegenen Nachbarort Großvoigtsberg führt die Bundesstraße 101, auf der in Richtung Norden die Bundesautobahn 4, Nossen und Meißen und nach Süden Freiberg erreicht werden können. Dieser ist über eine Brücke über die Freiberger Mulde erreichbar.
Im Bahnhof Großvoigtsberg bestand auch Anschluss an die Zellwaldbahn, einem Abschnitt der Bahnstrecke Nossen–Moldau, der heute ohne Personenverkehr ist.